# Ljubiša Broćić
Ljubiša Broćić (Belgrad, Regne de Sèrbia, 1911 - 1995), fou un entrenador de futbol serbi.
Va entrenar diversos dels grans clubs de futbol europeus, com foren l'Estrella Roja de Belgrad, el PSV Eindhoven, la Juventus de Torí i el FC Barcelona. A la Juve guanyà l'scudetto la temporada 1957-1958 dirigint jugadors com Omar Sivori o John Charles.

## Trajectòria esportiva
no complerta
- Estrella Roja de Belgrad: 1951
- Estrella Roja de Belgrad: 1953-54
- FC Juventus: 1957-59
- FC Barcelona: 1960-61
- CD Tenerife: 1961